# Sứ Mệnh Vinh Quang
Sứ Mệnh Vinh Quang (tiếng Trung: 光荣使命; bính âm: Guāngróng shǐmìng) là tựa game bắn súng góc nhìn người thứ nhất của Trung Quốc. Đây là trò chơi điện tử trực tuyến có chủ đề quân sự đầu tiên do Quân Giải phóng Nhân dân Trung Quốc (PLA) phát hành.

## Bối cảnh
Sứ Mệnh Vinh Quang được sử dụng để tuyển mộ các binh sĩ tiềm năng cho Quân Giải phóng Nhân dân cũng như huấn luyện và giáo dục các đội quân chiến đấu hiện tại của PLA. Sứ Mệnh Vinh Quang tái tạo chính xác các chi tiết về súng ống, đồng phục và khí tài được Quân Giải phóng Nhân dân sử dụng. Trò chơi đã bị chỉ trích vì tầm thường hóa thực tế của chiến tranh bằng cách trình bày nó dưới dạng một trò chơi điện tử.
Có hai phiên bản của game. Phiên bản phát hành công khai hỗ trợ dịch vụ trực tuyến và chơi miễn phí, nhưng yêu cầu người chơi mới phải đăng ký tài khoản bằng thẻ căn cước cư nhân của họ. Phiên bản quân sự bao gồm tám chiến dịch chơi đơn và mục chơi nối mạng nhiều người chơi được Quân Giải phóng Nhân dân sử dụng để giải trí. Phiên bản quân sự cũng có sẵn để mua thông qua mã kích hoạt sau khi tải xuống miễn phí.

## Lối chơi
Sứ Mệnh Vinh Quang tương tự như mấy game bắn súng góc nhìn người thứ nhất nổi tiếng của Mỹ như sê-ri Call of Duty, cho phép người chơi trải qua quá trình huấn luyện cơ bản trước khi được triển khai trong một số nhiệm vụ chiến đấu. Trò chơi được chia thành ba phần: huấn luyện cơ bản, nhiệm vụ của riêng người lính và cuộc đối đầu tổ/đội. Những màn chơi trong Sứ Mệnh Vinh Quang có nhiều sự kiện theo kịch bản, chẳng hạn như không kích và nổ bom. Trò chơi thường buộc người chơi đi theo một tuyến đường cố định mà không cho họ tự do tiếp cận các tình huống một cách chiến thuật. Ở màn chơi đầu tiên, sau một cuộc đổ bộ ngắn ngủi, người chơi đi theo một chiến tuyến hơi thẳng qua các chiến hào chật hẹp. Qua màn chơi khác, sau màn bắn tỉa cố định, người chơi bị đẩy qua một hang động kín mít. Các màn chơi khác bao gồm nhóm người chơi tiến lên một con đường có hàng rào phòng ngự.
Phiên bản phát hành công khai bao gồm kiểu chơi PvP và Co-op. Những trận đánh Co-op được thiết kế để truyền cảm hứng yêu nước cho người chơi, với các nhiệm vụ như "Giấc mơ trở lại Thượng Hải" (梦回上海 meng hui shanghai) nơi mà người chơi tham chiến chống lại Quân đội Đế quốc Nhật Bản với tư cách là chiến sĩ Giải Phóng quân trong trận Thượng Hải, và "Bảo vệ quần đảo Điếu Ngư" (保卫钓鱼岛 baowei Diaoyudao), liên quan đến việc bảo vệ căn cứ trên quần đảo Điếu Ngư khỏi Lực lượng Phòng vệ Nhật Bản. 

## Phát triển
Sứ Mệnh Vinh Quang do hãng Giant Interactive Group phát triển, vốn là công ty phát triển và vận hành một số tựa game trực tuyến phổ biến ở Trung Quốc, bao gồm ZT Online 1 Series, ZT Online 2, Elsword và Allods Online. Quá trình phát triển game mất tới 32 tháng trời. Mục tiêu của trò chơi này là đào tạo mọi người về kỹ năng chiến đấu và nhận thức về công nghệ. Một phiên bản quân sự, không công khai cũng được Quân Giải phóng Nhân dân Trung Quốc phát triển. Câu chuyện chính tập trung vào xung đột giữa Nhật Bản và Trung Quốc về một nhóm đảo đang tranh chấp chủ quyền, được gọi là Quần đảo Senkaku ở Nhật Bản và Quần đảo Điếu Ngư ở Trung Quốc.
Phiên bản cuối cùng của trò chơi này chính thức ra mắt vào ngày 20 tháng 6 năm 2011. Một bản cập nhật cho phép chơi game trên Quần đảo Điếu Ngư đã được phát hành vào Ngày Lực lượng Vũ trang ở Trung Quốc trùng với lễ kỷ niệm 86 năm thành lập Quân Giải phóng Nhân dân.

## Đón nhận
Trò chơi này cực kỳ phổ biến ở Trung Quốc đại lục. Theo thống kê của chính phủ, nó có hơn 300 triệu người chơi trực tuyến. Trong quý đầu tiên, thị trường trò chơi trực tuyến trị giá 8,5 tỷ Nhân dân tệ (1,31 tỷ USD). Một khiếu nại phổ biến về tựa game này là người chơi cần phải trả tiền để tải về mới chơi được.

## Tranh cãi
Giới truyền thông Nga từng đưa tin rằng quân địch trong game gần giống với những người lính Mỹ nhất. Đáp lại, một phát ngôn viên của Bộ Quốc phòng Trung Quốc tuyên bố rằng quá trình phát triển game này không nhằm chống lại bất kỳ quốc gia cụ thể nào và đề nghị giới truyền thông nên hạn chế suy đoán và diễn giải quá mức.